# Alepidea
Alepidea es un género de plantas de la familia Apiaceae, todas las especies son endémicas de África. Se encuentran principalmente en el sudoeste de África tan al norte como Etiopía. Comprende 56 especies descritas y de estas, solo 36 aceptadas.

## Taxonomía
El género fue descrito por François Delaroche y publicado en Eryngiorum nec non Generis Novi Alepideae Historia 19. 1808. La especie tipo es: Alepidea ciliaris D. Delaroche. 

## Especies seleccionadas deAlepidea
- Alepidea amatymbica Eckl. & Zeyh.
- Alepidea natalensis J.M.Wood & M.S.Evans
- Alepidea peduncularis A.Rich.
- Alepidea setifera N.E.Br.[3]